# Hexomyza coprosmae
Hexomyza coprosmae är en tvåvingeart som beskrevs av Spencer 1976. Hexomyza coprosmae ingår i släktet Hexomyza och familjen minerarflugor. Inga underarter finns listade i Catalogue of Life.